# Anna Sörensson
Anna Sörensson, född Ann-Louise Sörensson 1952 i Landskrona, död 2008, var en svensk textilkonstnär. 
Hon utbildade sig teckningslärare vid Konstfack; därefter tog det textila skapandet över. I ateljén på Södermalm i Stockholm tryckte Sörensson sina bomulls- och lintyger. De blev så populära att hon tillsammans Ljungbergs textiltryckeri började trycka dem i större upplagor. Hennes matta Stockholm rand har blivit en storsäljare hos Ikea. Flera av hennes tyger för Ljungbergs har blivit klassiker. År 1998 fick hon utmärkelsen Utmärkt Svensk Form.